# 〇一二基地
〇一二基地曾是三线建设时期，中华人民共和国第三机械工业部（后改为航空工业部）在陕西省南部地区建立的一个军品生产基地。主要产品有军用运输机、空对空导弹等。该基地相关信息曾属中华人民共和国机密。1964年起进行筹建，起初规划为歼击机生产基地，1970年代改为运输机生产基地，主力生产运八运输机。1979年由012基地改组为陕西飞机制造公司，1990年代后拆分重组，主体企业陕西飞机制造厂改组为陕飞集团，其他配套企业部分破产重组、部分搬迁，基地所剩企业和厂家，合并重组为汉中航空工业（集团）有限公司。“〇一二基地”也已成为历史名词。

## 历史变迁

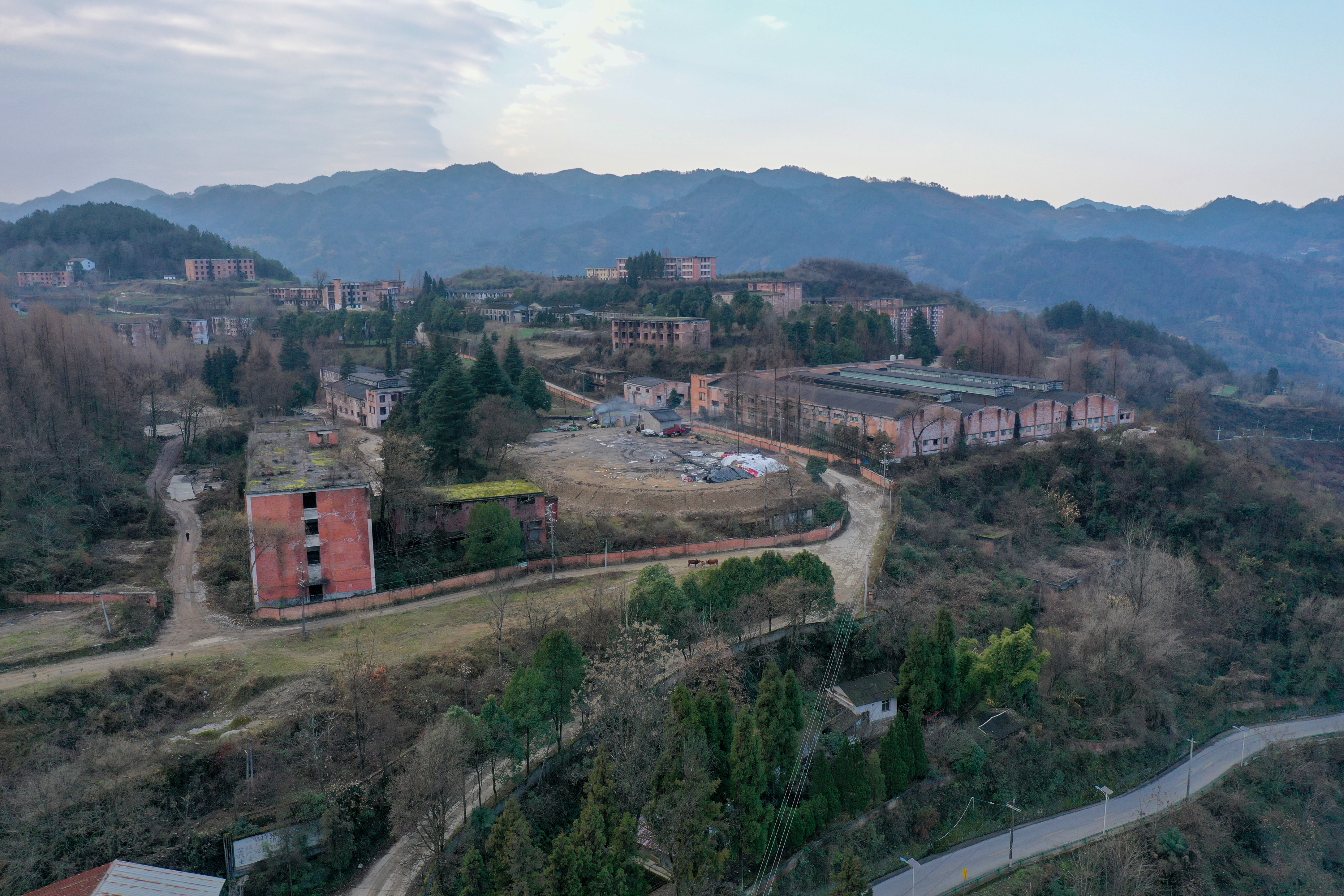
2021年时的南峰机械厂（202厂）旧址，位于南郑县小南海镇，已经完全废弃。曾承担霹雳二型导弹的生产任务

### 歼击机基地计划
1965年3月21日经中共中央政治局常务会议批准，第三机械部在1965年到1969年的五年时间中，对汉中、安康地区进行了多次选厂布点工作，其中大规模布点有五次。1966年第三次布点后，下达了首次歼击机基地建设的初步安排。

### 改建运输机基地
运8飞机最早从1969年初在西安飞机设计所（现在与上海飞机设计所联合组建中国航空第一研究院）开始研制，01号原型机于1974年12月l0日完成总装，12月15日首次试飞，取得圆满成功。1969年11月，中共中央政治局常委批准将汉中歼击机基地改为大型运输机基地。运8飞机改由汉中基地继续进行研制，汉中基地也因此由“汉中歼击机基地”变为“汉中运输机基地”。

## 1980年代前基地单位名录（截止1987年）
| 代号       | 名称                           | 编制类型 | 备注                                                                        |
| ---------- | ------------------------------ | -------- | --------------------------------------------------------------------------- |
| 182        | 汉中运输机制造厂               | 制造工厂 | 第二厂名“国营劲松机械厂”，1980年与532厂（彤辉机械厂）合并为汉中运输机制造厂 |
| 572        | 大型运输机起落架液压附件厂     | 制造工厂 | 第二厂名为国营燎原机械厂                                                    |
| 202        | 国营空空导弹制造厂             | 制造工厂 | 第二厂名为国营南峰机械厂                                                    |
| 101        | 天文导航仪表厂                 | 制造工厂 |                                                                             |
| 141        | 液浮陀螺仪表厂                 | 制造工厂 |                                                                             |
| 521        | 国营中原宝石厂                 | 制造工厂 |                                                                             |
| 531        | 航空陀螺仪表自动驾驶仪厂       | 制造工厂 | 又名“五七”工厂                                                              |
| 3297       | 小模数齿轮厂                   | 制造工厂 |                                                                             |
| 173        | 航空液压舵机厂                 | 制造工厂 |                                                                             |
| 540        | 航空滤网厂                     | 制造工厂 |                                                                             |
| 3137       | 航空专用测试仪器厂             | 制造工厂 |                                                                             |
| 3147       | 航空硬质合金工具厂             | 制造工厂 |                                                                             |
| 3157       | 螺纹工具厂                     | 制造工厂 |                                                                             |
| 3187       | 基地汽车大修厂                 | 制造工厂 |                                                                             |
| 3217       | 锻铸件厂                       | 制造工厂 |                                                                             |
| 3307       | 航空专用设备及非标准设备制造厂 | 制造工厂 |                                                                             |
| 3317       | 航空压铸厂                     | 制造工厂 |                                                                             |
| 3327       | 航空专用电子测试设备厂         | 制造工厂 |                                                                             |
| 3357       | 徐州航空压铸厂                 | 制造工厂 | 1985年2月航空工业部决定，由航空工业部直属领导，不再属于012基地              |
| 3039       | 国营秦安金属结构厂             | 制造工厂 |                                                                             |
|            | 深圳南航电子电子有限公司       | 制造工厂 |                                                                             |
| 012        | 基地机关                       | 事业单位 |                                                                             |
|            | 基地工学院                     | 事业单位 |                                                                             |
|            | 基地技工学校                   | 事业单位 |                                                                             |
| 3029       | 基地综合站                     | 事业单位 |                                                                             |
| 3201       | 基地医院                       | 事业单位 |                                                                             |
| 611        | 基地仓库                       | 事业单位 |                                                                             |
| 612        | 基地仓库                       | 事业单位 | 1986年7月撤销                                                               |
| 益民选矿所 | 航空工业部档案馆第一份馆       | 事业单位 |                                                                             |

## 基地主要产品
- 运八及周边配件。由苏联安-12运输机发展而来。
- 霹雳二型空对空导弹（PL-2）,由苏联K-13空空导弹发展而来。由南峰厂负责，后迁出基地，前往河南洛阳[4]，组建014导弹基地，为今天中航光电科技股份有限公司前身。